# Proceratophrys boiei
Proceratophrys boiei е вид жаба от семейство Cycloramphidae. Видът не е застрашен от изчезване.

## Разпространение
Разпространен е в Бразилия (Алагоас, Баия, Еспирито Санто, Парана, Пернамбуко, Рио де Жанейро, Санта Катарина, Сао Пауло и Сержипи).

## Описание
Популацията на вида е намаляваща.